# Heemsteedse Reddingsbrigade
De Heemsteedse Reddingsbrigade (HRB), opgericht op 4 september 1919, is aangesloten bij Reddingsbrigade Nederland en heeft als doel: Het bevorderen van de hulpverlening aan drenkelingen. Het is een binnenwaterbrigade zonder bewakingsgebied. De vereniging heeft in totaal 300 leden waarvan ongeveer 200 jeugdleden. In totaal zijn er ongeveer 60 actieve vrijwilligers. In 2007 heeft de HRB de vrijwilligersprijs van de gemeente Heemstede gewonnen en in 2009 is de HRB onderscheiden met de gemeentelijke erepenning in brons. Tevens heeft de vereniging sinds 2011 een ANBI-status.

## Zwemmend redden
Bij de Heemsteedse Reddingsbrigade wordt onder meer geleerd wat iemand moet doen als hij op of in het water in nood verkeert en alles wat nodig is om zichzelf en een drenkeling in veiligheid te brengen. De vrijwillige instructeurs begeleiden iedereen stap voor stap naar het examen van een van de zwemmend-redden-diploma’s. Bij het oefenen voor deze diploma’s (waar kinderen vanaf 5 jaar terechtkunnen) wordt er in de praktijk geleerd hoe diverse reddingmiddelen zoals een boei en een klos moeten worden gebruikt. Er wordt lesgegeven in groepjes van ongeveer 6 tot 10 kinderen. In de loop der jaren zijn er al duizenden kinderen geweest uit de regio Heemstede die bij de HRB zwemles hebben gehad.

## Varend redden & bewakingstaken
De Heemsteedse Reddingsbrigade maakt deel uit van de Nationale Reddingsvloot (NRV), die op verzoek van het ministerie van binnenlandse zaken, overal in Nederland kan worden ingezet bij een watersnoodramp.
In 2021 hebben meerdere Heemsteedse NRV eenheden ondersteuning geboden bij de overstromingen in België en Limburg. Regelmatig zijn er bewakingen bij roei-, zeil- en zwemwedstrijden. Ook wordt er geholpen met EHBO bij bijvoorbeeld de avondvierdaagse en de intocht van Sinterklaas.
Vanaf 12 jaar kunnen er ook cursussen Varend Redden gevolgd worden. Daarbij leert iedereen: roeien, schiemannen, motorkennis, omgaan met communicatiemateriaal, hoe te handelen bij een ramp en de vele aspecten die samen gaan met het varen.

## Overige activiteiten
Een goede conditie is erg belangrijk voor een redder, want men weet nooit in wat voor een situatie terechtgekomen kan worden. Daarom zijn er diverse trimploegen en conditietrainingen om aan mee te doen, met jaarlijks onderlinge wedstrijden. Ook wordt er actief onderwaterhockey gespeeld, er wordt meegedaan aan de Nederlandse Onderwaterhockey competitie. Daarnaast zijn er verschillende kampen, diverse feestjes, filmavonden en nog veel meer activiteiten.

## Locatie
De Heemsteedse Reddingsbrigade oefent in het sportcentrum ‘Groenendaal’ aan de Sportparklaan in Heemstede. Daar vlakbij staat ook het eigen clubhuis aan de Ringvaart. Deze wordt regelmatig gebruikt voor cursussen, (landelijke) examens, de wekelijkse clubavond en andere evenementen. In de aangrenzende loods staan de drie reddingsvletten, buitenboordmotoren, reddingspakken en ander reddingsmateriaal gestald.